# Institut de les Arts de Califòrnia
L'Institut de les Arts de Califòrnia (anglès: California Institute of the Arts), també anomenat CalArts, és un centre universitari situat en Valencia (Los Angeles). Fou fundat en 1961 com la primera institució que oferia estudis superiors per estudiants de les arts visuals i interpretació. L'escola fou fundada per en Walt Disney.

## Projecte
Aquest institut va sorgir com un somni de Disney en el qual els estudiants poguessin treballar en una atmosfera artística, desenvolupant les seves pròpies iniciatives com respectats membres d'una comunitat d'artistes on l'intercanvi cultural els ajudava a entendre i practicar l'art en el major nombre de contextos possibles.

## Història
L'Institut de les Arts de Califòrnia va ser originalment creat a partir de la fusió del Chouinard Art Institute (fundat el 1921) amb el Conservatori de Música de Los Angeles (fundat el 1883). Les dues institucions patien de problemes financers a finals dels 50 i el fundador de l'Institut d'Art Chouinard, Nelbert Chouinard, estava greument malalt. Aquests dos fets van propiciar la fusió i compra de les dues institucions per part de Walt i Roy O. Disney.
El 1965 l'Associació d'Alumnes d'aquesta escola, va ser fundada com una associació sense ànim de lucre i va ser liderada per 12 membres per servir els interessos de l'Institut i els seus programes. Alguns d'aquests membres era grans professionals com ara artistes i músics, els quals van contribuir amb els seus coneixements, experiències i les seves habilitats per enfortir l'Institut. Els 12 fundadors d'aquesta associació van ser: Mary Costa, Edith Head, Gale Storm, Marc Davis, Tony Duquette, Harold Grieve, John Hench, Chuck Jones, Henry Mancini, Marty Paich, Nelson Riddle i Millard Sheets.
El nou campus del Insitut es va crear el 3 de maig de 1969. No obstant això, aquesta construcció es va veure afectada per pluges torrencials i problemes laborals, a més d'un terratrèmol a 1971. Per això l'escola va començar el seu primer curs en els edificis de Villa Cabrini Academy , una escola catòlica femenina. Finalment, el CalArts  es va traslladar al seu campus actual al novembre de 1971.
Al començament CalArts  es va veure afectada per les tensions entre els artistes i les seves aspiracions no comercials i la funció de l'escola com una institució privada amb interessos econòmics per part de la família Disney. El fundador de la junta directiva havia considerat inicialment que CalArts  seria un complex on l'entreteniment i l'enriquiment personal fossin els seus valors principals.
El primer president de l'Institut, Robert W. Corrigan, Degà de la Facultat d'Arts de la Universitat de Nova York, estava interessat en fusionar les disciplines artístiques de la seva facultat i les de CalArts . Corrigan va acomiadar a la majoria d'artistes i professors provinents de l'Institut Chouinard en un intent de refer l'Institut de les Arts de Califòrnia des de la seva visió personal. A ell es va unir l'any següent el seu amic Herbert Blau, contractat com a Rector de l'Institut i degà de l'Escola de Teatre i Dansa. Posteriorment, Blau va contractar a un gran nombre de professionals entre els quals es trobaven Mel Powell (Degà de l'Escola de Música), Paul Brach (Degà de l'Escola d'Art), Alexander Mackendrick (Degà de l'Escola de Cinema i Vídeo), el sociòleg Maurici R. Stein (Degà d'Estudis Crítics) i Richard Farson (Degà de l'Escola de Disseny).
Durant el pas dels anys l'Institut va desenvolupar en el seu campus laboratoris interdisciplinaris com el  Center of Experiments in Arts, Information and Technology ,  Center for Integrated Media ,  Center of New Performance at CalArts .
El 2003, CalArts va establir el seu teatre d'arts escèniques a Los Angeles, anomenat REDCAT ( Roy and Edna Disney Cal Arts Theater ) al Walt Disney Concert Hall . Aquest centre aporta un espai de treball en el qual estudiants i professionals poden combinar les seves creacions.

### Desenvolupaments recents
A la tardor de 2009, l'Institut va obrir un auditori de música conegut com a " Wild Beast ". La superfície de 300 m² suposa una estructura que serveix com a espai per a classes en exterior i interior.

## Oferta acadèmica
L'Institut de les Arts de Califòrnia ofereix graus en música, art, dansa, cinema i vídeo, animació, teatre, teatre de titelles i escriptura. Els estudiants reben entrenament intensiu professional en l'àrea laboral del seu grau sense estar sotmesos a un patró rígid. Tots aquests graus se centren en un art contemporani interdisciplinari i l'Institut té fixada la missió de formar els artistes del demà. Amb aquests objectius en ment, l'Institut anima els estudiants a reconèixer la complexitat de les qüestions polítiques, socials i estètiques perquè siguin capaços de respondre-les-hi informats i de manera independent.

### Admissions
Les admissions en aquesta institució estan basades únicament en el talent creatiu i el futur potencial dels aspirants. Cada escola de l'Institut requereix que els aspirants facin una memòria artística juntament amb un portafoli o una audició (depenent del grau) per a ser admesos.

## Curiositat
L'Origen de l'ou de Pasqua virtual (Easter Egg) A-113. L'aula A113 on molts dels artistes gràfics van estudiar animació i hi apareix en moltes produccions liderades per aquests exalumnes.

## Programes formatius
Les escoles i graus disponibles a CalArts són:
- 'Escola d'Art' : Belles Arts, Disseny Gràfic, Fotografia i Mitjans Audiovisuals, Art i Tecnologia.
- 'Escola d'Estudis Crítics' : Màster d'Escriptura Artística, Màster en Tendències i Polítiques.
- 'The Sharon Disney Lund School of Dance'  : Graus i Màster en Dansa.
- 'Escola de Cinema i Vídeo' : Cinema i Vídeo, Animació Experimental, Animació i Direcció Cinematogràfica.
- 'The Herb Alpert School of Music'  : Composició, Composició per a Nous Mitjans / Pràctiques de Sons Experimentals, Cant i Composició, Tecnologia de la Música i Arts Musicals.
- 'Escola de Teatre' : Interpretació, Màster en Direcció d'Interpretació, Escriptura Teatral, Teatre de Titelles, Disseny de Vestuari, Il·luminació Escènica, Producció Teatral, Direcció Escènica, Disseny Escènic i So Escènic.

### Alguns alumnes de l'Escola de Cinema i Vídeo
Henry Selick, Brad Bird, Chris Buck, Tim Burton.